# Brusaån
Brusaån este o arie protejată (arie specială de conservare — SAC, sit de importanță comunitară — SCI) din Suedia întinsă pe o suprafață de 15 ha, integral pe uscat.

## Localizare
Centrul sitului Brusaån este situat la coordonatele 57°36′55″N 15°34′17″E / 57.6154°N 15.5715°E.

## Înființare
Situl Brusaån a fost declarat sit de importanță comunitară în mai 2006 pentru a proteja 2 specii de animale. Situl a fost protejat și ca arie specială de conservare în ianuarie 2014.

## Biodiversitate
Situată în ecoregiunea boreală, aria protejată nu include niciun habitat protejat.
La baza desemnării sitului se află mai multe specii protejate de  nevertebrate (2): Margaritifera margaritifera, Unio crassus.